# Pathiriyad
Pathiriyad is een census town in het district Kannur van de Indiase staat Kerala. 

## Demografie
Volgens de Indiase volkstelling van 2001 wonen er 16608 mensen in Pathiriyad, waarvan 48% mannelijk en 52% vrouwelijk is. De plaats heeft een alfabetiseringsgraad van 85%. 